# 530-е годы до н. э.
530-е (пятьсо́т тридца́тые) го́ды до на́шей э́ры по пролептическому юлианскому календарю — промежуток времени с 1 января 539 года до н. э. по 31 декабря 530 года до н. э., включающий с 539 по 531 годы 7-го десятилетия  и 530 год 8-го десятилетия VI века 1-го тысячелетия до н. э. Им предшествовали 540-е годы до н. э., за ними следовали 520-е годы до н. э. Они закончились 2555 лет назад.

## Важнейшие события

### 540 до н. э.
- 540 — 60-е Олимпийские игры. Победа Милона в состязании мальчиков.
- 540 — Книд на юго-западе Малой Азии захвачен персами.
- Между 540-36 — Акме Пифагора. Акме Ксенофана Колофонского, сочинение «О природе».
- Разрушение г. Сириса (ок. 540).
- 540 — Битва на реке Сагре. Победа локрийцев над кротонцами.

### 539 до н. э.
- Этрусский и карфагенский флот побеждает фокейцев у Алалии (Корсика).
- Кир завоёвывает Вавилон.
- Начало наступления персов и мидян вниз по долине реки Диялы. Сражение под Описом. Персы без боя миновали Мидийскую стену Навуходоносора и заняли Сиппар. 29.10 — Ворота Вавилона открыты без боя. Военачальник Гобрий вступает в Вавилон. Штурм цитадели. Валтасар убит, Набонид отправлен в ссылку в Карманию. Кир — «царь Вавилона, царь стран». Персам подчинилась Сирия. Царём Вавилона провозглашён Камбис.

### 538 до н. э.
- 538 — В острой борьбе с аристократией демос Наксоса при поддержке Писистрата изгнал противников и передал власть аристократу Ликдомиду.
- 538—524 — Тиран Наксоса Ликдомид. Расцвет Наксоса.
- 538 — Ликдомид помог Поликрату прийти к власти в Самосе.
- 538—522 (537—522) — Тиран Самоса Поликрат. До 531 правил вместе с братом Силосонтом.
- 538—532 — Акме Ивика, поэта из Регия (Южн. Италия).
- 538 — Кир разрешает восстановление Иерусалима. Кир разрешает жившим в плену евреям вернуться в Палестину. Проповеди Иезекииля. Главой иудейской общины становится Зоровавель, внук царя Иехонии (Иоачина). Возвращение из Вавилона пленных финикийцев.
- Покорение Киром II Вавилона

### 537 до н. э.
- в битве у Алалии Карфаген разбил греческие войска.
- 537 — Кир лишил Камбиса власти в Вавилоне.
- 537—515 — Строительство храма в Иерусалиме.

### 536 до н. э.
- Между 536—533 — Первые выступления Феспида с Икарии в Афинах на празднестве Диониса. Первые трагедии.

### 535 до н. э.
- Основание фокейцами Элейи.
- 535 (540) — Этруски в союзе с карфагенянами одержали победу у города Алалий на Корсике над греками. Подчинение Корсики этрусками.
- Пифагор по настоянию Фалеса в 535 до н. э. отправился в Египет для изучения астрономии и математики.

### 534 до н. э.
- 534 — Сервий Туллий убит Луцием Тарквинием и его второй женой Туллией.
- 534—510 (534—509) (Т.Ливий. История… М.,1989-93, т.1, с.53-63) — Царь Рима Л.Тарквиний Суперб (Гордый) (ум.495), сын Тарквиния Приска и зять Сервия Туллия. Правил 25 лет.
- Тарквиний Гордый становится царём Рима
- 534 (539) — Основание вытесненными с Корсики фокейцами Элеи в Южной Италии.
- 534 — Организация Писистратом празднества Великих Дионисий в Афинах с первыми в мире театральными представлениями на агоре. Автор первой трагедии — Феспий. Первый агон — состязание трагических поэтов.
- 534 (594 или 542 или 424) — Начало странствий Сиддхартхи.

### 532 до н. э.
- 62-е Олимпийские игры. Первая победа Милона в состязании мужчин.
- Ок.532 — Поликрат — тиран Самоса. Пифагор уезжает в Италию.

### 531 до н. э.
- Начало единоличного правления Поликрата на Самосе. Силосонт изгнан в Египет.